# 仿鰓脂鯉
仿鰓脂鯉，為輻鰭魚綱脂鯉目脂鯉亞目半齒脂鯉科的其一種，分布於南美洲Coppename、Nickerie、Oyapock河及蘇利南河流域，體長可達13.5公分，棲息在底中層水域，生活習性不明。